# Eilandbedrijf
Eilandbedrijf is het bedrijven van een netwerk (bijvoorbeeld een elektriciteitsnetwerk of spoornetwerk) zonder koppeling met omliggende gebieden, dus alsof men op een eiland zit.

## Spoorwegen
Bij de spoorwegen wordt een spoorlijn bedoeld die geen aansluiting heeft met een spoornetwerk, of van het omringende net afwijkende technische maatstaven heeft. Er zijn drie vormen van eilandbedrijf:
- De spoorlijn (of net) is fysiek gescheiden van andere spoorwegnetten, bijvoorbeeld omdat hij op een eiland ligt. Een voorbeeld zijn de goederensporen ten noorden van het IJ (Amsterdam) die die door middel van een spoorpont met de rest van het NS-net waren verbonden. Het komt ook op het vasteland voor dat een geïsoleerde spoorlijn wordt aangelegd, vaak met de bedoeling hem ooit met een spoorwegnet te verbinden. Ook komt het voor dat er een geïsoleerde spoorlijn overblijft nadat de rest van de spoorlijn opgebroken werd. Voorbeelden hiervan zijn de spoorlijn Haaksbergen - Boekelo van de Museum Buurtspoorweg en Amsterdam Haarlemmermeerstation - Bovenkerk (Amstelveen) van de Electrische Museumtramlijn Amsterdam.
- De spoorlijn heeft afwijkende technische maatstaven, bijvoorbeeld een andere spoorwijdte, een andere bovenleidingspanning of een ander omgrenzingsprofiel dan het omringende net. Hierdoor zijn doorgaande treinen over zo'n lijn niet mogelijk of alleen met speciaal hiervoor uitgeruste treinen. Voor spoorwegmaatschappijen is dit niet zo'n gelukkige situatie, vaak wordt ernaar gestreefd zo'n afwijkende spoorlijn aan te passen aan het omringende net. Een voorbeeld is de lijn Dordrecht - Geldermalsen die werd geëlektrificeerd omdat alle omringende lijnen ook geëlektrificeerd zijn.
- Een spoorlijn maakt wel deel uit van een spoorwegnet, maar er rijden geen (reizigers)treinen die aansluiting geven op een station van het spoorwegnet. Dit komt nog weleens voor als een deel van de spoorlijn wegens werkzaamheden voor het normale treinverkeer gesloten is. Een voorbeeld was de Schiphollijn in aanbouw. Alleen het gedeelte Schiphol - Amsterdam Zuid was voltooid, hier reden pendeltreinen. Er was wel een verbinding met het NS-net via een verbindingsboog bij het Jollenpad naar de goederenspoorlijn tussen Amsterdam en Aalsmeer.

## Elektriciteitsnetwerken
Een 'echt' eilandbedrijf vindt men nog op eilanden die geen kabelverbinding met het vasteland hebben. Verder zijn in de meeste ontwikkelde landen de elektriciteitscentrales zoveel mogelijk met elkaar gekoppeld door middel van een hoogspanningsnet dat ook grensoverschrijdend is. Op die manier kan men storingen en fluctuaties in vraag en aanbod opvangen zonder dat de leveringszekerheid in gevaar komt. In de eerste helft van de twintigste eeuw was hier vaak nog geen sprake van en hadden gemeenten eigen centrales die niet met andere centrales gekoppeld waren.